# Врбно (Шентюр)
Врбно (словен. Vrbno) — поселення в общині Шентюр, Савинський регіон, Словенія. 
Висота над рівнем моря: 257,4 м.